# Municipio de Boone (condado de Crawford, Misuri)
El municipio de Boone (en inglés: Boone Township) es un municipio ubicado en el condado de Crawford en el estado estadounidense de Misuri. En el año 2010 tenía una población de 5892 habitantes y una densidad poblacional de 33,8 personas por km².

## Geografía
El municipio de Boone se encuentra ubicado en las coordenadas 38°9′45″N 91°12′18″O / 38.16250, -91.20500. Según la Oficina del Censo de los Estados Unidos, el municipio tiene una superficie total de 174.31 km², de la cual 174.15 km² corresponden a tierra firme y (0.09%) 0.16 km² es agua.

## Demografía
Según el censo de 2010, había 5892 personas residiendo en el municipio de Boone. La densidad de población era de 33,8 hab./km². De los 5892 habitantes, el municipio de Boone estaba compuesto por el 97.51% blancos, el 0.08% eran afroamericanos, el 0.31% eran amerindios, el 0.48% eran asiáticos, el 0.03% eran isleños del Pacífico, el 0.44% eran de otras razas y el 1.15% pertenecían a dos o más razas. Del total de la población el 1.39% eran hispanos o latinos de cualquier raza.